# Gaál Jenő (szerzetes)
Gaál Jenő SVD (Kemenesmagasi, 1929. szeptember 23. – 2020. március 27.) verbita szerzetes, misszionárius, a Cursillo mozgalom magyarországi meghonosítója.

## Élete

### Tanulmányai
Az elemi iskola négy osztályát Sorkifaludon járta, majd 11 évesen belépett az Isteni Ige Társasága kőszegi missziósházába. 1944-ben novícius lett, 1946-ban első fogadalmát tette. A kőszegi bencés gimnáziumba járt annak államosításáig, 1948-ig, azt követően a nyolcadik osztályt a missziós házban végezte. Érettségi vizsgát azonban már nem tehetett. 
1949-ben az egész osztály átszökött Ausztriába. Rövid ideig a verbiták mödlingi missziós házában élt, majd társaival átszöktek az angol-amerikai megszállási zónába. Gimnáziumi tanulmányait a Salzburg melletti Szent Ruppert missziós házban fejezte be, majd 1949-től 1954-ig a Bonn melletti verbita szemináriumban tanult. 1954-ben szentelték pappá.

### Dél-Amerikában
1955 novemberében Argentínába helyezték elöljárói. A feszült politikai helyzet miatt azonban 1956-ban ideiglenesen Paraguay-ba helyezték, ahol 34 évet töltött. Az ország legszegényebb vidékén, a Paraná mentén 20-30 000 km2 területű plébánia lelkipásztori gondozását bízták rá, rendtársával együtt. 1960-ban az ország második legnagyobb városába, Incarnacionba, a rend központjába került. Rendtársaival mezőgazdasági szakiskolát alapított, melyet nyolc évig vezetett.

### Magyarországon
1989 végén tért vissza Magyarországra, ahol meghonosította a Cursillo mozgalmat.

## Művei
- Miért álltok itt tétlenül? Elmélkedések és tanítások; Volkra Ottó János Alapítvány, Veszprém, 2006
- Menjetek ti is a szőlőmbe! Elmélkedések és tanítások; Volkra Ottó János Alapítvány, Veszprém, 2007

## Elismerései
- 2001: Magyar Ezüst Érdemkereszt
- 2014. augusztus 31-én a Magyar Érdemrend lovagkeresztjét vehette át.